# Eric Barnes
Pour les articles homonymes, voir Barnes.
Eric Stephen Barnes (né le 16 janvier 1924 à Cardiff ; mort le 16 octobre 2000) est un mathématicien gallois-australien spécialisé dans la théorie des nombres (géométrie des nombres, formes quadratiques et treillis).

## Biographie
Barnes immigre à Sydney avec sa famille en 1927. Il étudie le français et les mathématiques à l'université de Sydney de 1940 à 1943, il travaille pendant la guerre pour l'armée australienne en tant que cryptanalyste (obtenant un brevet de lieutenant pour résoudre un code japonais qui avait résisté aux efforts des cryptologues de Bletchley Park .) et étudie à partir de 1947 à l'université de Cambridge, où il obtient son doctorat en 1952 auprès de Louis Mordell (avec une thèse intitulée Minimal problems for quadratic and bilinear forms). 
Il est à l'université de Sydney à partir des années 1950 et professeur à l'université d'Adélaïde à partir de 1959, où il est collègue de Renfrey Potts (de) : Barnes représente les mathématiques pures, Potts représente les appliquées. En 1983, il prend sa retraite en raison de problèmes de santé.
Le réseau de Barnes-Wall porte son nom et celui de G.E. Wall  (il existe dans des dimensions qui sont des puissances de 2). 

## Prix et distinctions
En 1954, il devient membre de l'Académie des sciences australienne et reçoit la médaille Thomas Ranken Lyle en 1959. En 1959, il est président fondateur de la Mathematical Association of South Australia.

## Publications
- (en) Eric S. Barnes et H. P. F. Swinnerton-Dyer, « The inhomogeneous minima of binary quadratic forms », Acta Math.,‎ 1952 (I : vol. 87, p. 259-323 et II : vol. 88, p. 279-316)